# Šíd
Šíd es un municipio del distrito de Lučenec en la región de Banská Bystrica, Eslovaquia, con una población estimada a final del año 2024 de 1431 habitantes.
Se encuentra ubicado en el centro-sur de la región, en el valle del río Ipoly —un afluente izquierdo del Danubio— y cerca de la frontera con Hungría.

## Demografía
| Año        | 1994 | 2004    | 2014     | 2024     |
| ---------- | ---- | ------- | -------- | -------- |
| Población  | 1082 | 1135    | 1284     | 1431     |
| Diferencia |      | +4,89 % | +13,12 % | +11,44 % |

| Año        | 2023 | 2024    |
| ---------- | ---- | ------- |
| Población  | 1429 | 1431    |
| Diferencia |      | +0,13 % |